# Charles-René de Bombelles
Pour les articles homonymes, voir Bombelles.
Titre
Prince-consort de Parme et Plaisance
17 février 1834 – 17 décembre 1847
(13 ans et 10 mois)
Le comte Charles-René de Bombelles (né à Versailles le 6 novembre 1785, mort à Versailles le 30 mai 1856) est un militaire français qui devient, en 1834, le mari morganatique de Marie-Louise d'Autriche, seconde épouse de Napoléon Ier alors duchesse de Parme et Plaisance. 

## Biographie
Charles-René de Bombelles est le fils de Marc-Marie marquis de Bombelles et de Marie-Angélique de Mackau qui fut élevée avec Madame Élisabeth, sœur de Louis XVI, devint son amie et sa dame de compagnie. Il est aussi le petit-fils du comte Henri François de Bombelles.
Charles-René de Bombelles émigre pendant la Révolution et devient capitaine dans l'infanterie autrichienne. Il revient en France à la chute de Napoléon.
Son épouse Caroline Sabine Victorine de Poulhariez de Saint André de Foucaud  meurt en 1819 le laissant avec ses deux enfants. En 1830, il est gentilhomme de chambre en France, pays qu'il quitte lors de l'accession au pouvoir de Louis-Philippe.
Il se rend en Autriche, à la cour de Vienne, où il fait la connaissance du duc de Reichstadt. Une amitié solide et paternelle le liera au jeune homme. Depuis la mort du comte Neipperg en février 1829, Metternich est à la recherche d'un homme capable de maîtriser la duchesse Marie-Louise, il devient donc premier gentilhomme de la cour avec un revenu annuel de 12 000 florins. Il épouse la duchesse le 17 février 1834 et il devient ministre de la défense à partir de 1834.
Lorsque Marie-Louise meurt en 1847, il rentre à Vienne où il devient majordome de l'empereur Ferdinand. Il rentre en France et meurt en 1856.

## Sources partielles
- (it) Gazzetta di Parma, 8 janvier 2007, article de Stefania Provinciali